# Mihaela van der Schaar
Mihaela van der Schaar, geboren als Mihaela Mitrea (Roemenië, ca. 1972), is een hoogleraar Machine Learning, AI en Medicine aan de Universiteit van Cambridge, waar zij directeur is van het Cambridge Centre for AI in Medicine (CCAIM) met de titel John Humphrey Plummer Professor. Daarnaast is zij Chancellor's Professor of Electrical and Medicine en Computer Engineering aan de Universiteit van Californië - Los Angeles.
Van der Schaars onderzoek omvat onderwerpen in signaal- en beeldverwerking, communicatienetwerken, netwerkwetenschap, multimedia, speltheorie, gedistribueerde systemen, machine learning en AI. Van der Schaar richt zich op medische toepassingen van computertechnologie, waaronder gepersonaliseerde geneeskunde op basis van AI.

## Opleiding en carrière
Van der Schaar kwam in 1992 vanuit Roemenië naar Eindhoven voor een Tempus project van drie maanden waarvoor ze geselecteerd was. Ze besloot te blijven en behaalde haar doctoraaldiploma in 1996 en promoveerde vervolgens in 2001 aan de Technische Universiteit Eindhoven in Nederland. Aan het begin van haar studie was ze de enige vrouw in een klas van meer dan 200 studenten. Voor haar promotieonderzoek werkte ze als onderzoeker bij Philips Research Laboratories.
Bij Philips hielp Van der Schaar bij de ontwikkeling van het eerste algoritme voor videostreaming en leidde, als vertegenwoordiger bij de International Organization for Standardization van 1999 tot 2003, werkgroepen die de vroege standaarden voor streaming bepaalden.
Van der Schaar is sinds 2005 verbonden aan de Universiteit van Californië - Los Angeles. In 2011 richtte ze UCLA's Centre for Engineering Economics, Learning, and Networks op. Zij leidde de groep totdat deze in 2016 ontbonden werd.
Van 2016 tot 2018 was Van der Schaar de Man Professor of Quantitative Finance aan het Oxford-Man Institute of Quantitative Finance.
Van der Schaar werkte vanaf 2018 aan de Universiteit van Cambridge. In november 2020 werd zij benoemd tot directeur van het nieuwe Cambridge Centre for AI in Medicine, een onderzoekssamenwerking tussen de Universiteit van Cambridge, GlaxoSmithKline en AstraZeneca om toepassingen van machine learning voor de medische professie te bestuderen.
Als reactie op de COVID-19-pandemie in april 2020 maakte de onderzoeksgroep van Van der Schaar deel uit van een samenwerking met de Britse National Health Service die machine learning gebruikte om tekorten aan ic-bedden en ventilatoren in Engelse ziekenhuizen te voorspellen.
Sinds datzelfde jaar heeft Van der Schaar meer dan 250 wetenschappelijke tijdschriftartikelen gepubliceerd en meer dan 275 conferentiepapers ingediend. Haar werk heeft geresulteerd in 35 Amerikaanse patenten en heeft bijgedragen aan meer dan 45 internationale normen.

## Onderscheidingen en prijzen
Van der Schaar werd in 2009 verkozen tot Fellow van de IEEE en heeft sinds 2016 een fellowship bij het Alan Turing Institute.
Ze ontving eveneens een National Science Foundation CAREER Award (2004), de IEEE Darlington Award (2011),  en heeft in 2018 de Oon Prize on Preventative Medicine van de University of Cambridge ontvangen.
In 2019 stelde een Nesta-rapport vast dat Van der Schaar de meest geciteerde vrouwelijke AI-onderzoeker in het Verenigd Koninkrijk was.